# Amphibious 3D
Amphibious 3D é um filme de suspense coproduzido por Indonésia e Países Baixos, dirigido por Brian Yuzna e lançado em 2010.